# Hoje em Dia (jornal)
Hoje em Dia é um jornal diário mantido pela Ediminas, com circulação no Estado de Minas Gerais.

## História
O jornal foi fundado em 1988 pelo então governador Newton Cardoso em resposta aos Diários Associados, em que ele considerava ser perseguido pelo Estado de Minas, jornal do grupo. O Hoje em Dia permaneceu sob seu controle até 1991, quando Newton deixou o governo do Estado e vendeu o jornal ao Grupo Record, que gerou e expandiu o negócio por mais de duas décadas. Em declínio, a Ediminas foi vendida ao Grupo Bel em 2013.
Com média de 7.700 exemplares impressos vendidos, o Hoje em Dia perdeu espaço em Minas Gerais e em 2016, foi colocado a venda novamente. Em março, o empresário Ruy Muniz assumiu o controle da Ediminas e do jornal.

## Controvérsias

### Pesquisa sobre Aécio Neves
Paulo Vasconcelos, que era responsável pela propaganda da campanha do candidato a presidência Aécio Neves de 2014, pediu ao instituto de pesquisa Veritá que fornecesse apenas a pesquisa sobre intenção de voto para Minas Gerais. Portanto, as pesquisas haviam sido feitas para mapear os dados de todo o país e não apenas de um estado. Minas tinha resultados insuficientes para uma confiabilidade, contando apenas com 561 entrevistados. Em 14 de outubro de 2014 o jornal Hoje em Dia publicou em seu site oficial que Aécio estaria com 54,8% de votos à frente de Dilma Rousseff com 45,2%, fazendo com que Aécio tivesse a frente com 9,6 pontos. Depois, a informação foi utilizada para material informativo distribuído pelo candidato do PSDB e logo depois a informação foi utilizada por ele à Dilma em um debate na Band. No dia seguinte, a informação foi apresentada em propagandas na TV com citação ao jornal e não ao instituto de pesquisa. Com isso, o jornalista Aloísio Morais Martins, que trabalhou 28 anos no jornal foi demitido por justa causa de suas funções pois o Hoje em Dia alegou que havia sido denegrido por suas postagens no Facebook, que disse "não há como associar uma crítica direcionada a certos institutos de pesquisa com a honra e a imagem da empresa para a qual trabalha". Meses depois, o Tribunal Regional do Trabalho de Minas Gerais alegou que o jornalista não cometeu algo para sofresse uma punição ou demissão e determinou a volta do profissional ao trabalho.

### Caso do "predinho"
Segundo delação premiada do empresário Joesley Batista, dono da empresa J&F Investimentos que faz parte da JBS, o senador Aécio Neves teria pedido sua irmã Andrea Neves em 2015 para recomendar à Batista a pagar dois milhões de reais em espécie e mais quarenta milhões de reais em um apartamento da família situado no Rio de Janeiro, RJ, que estaria sendo avaliado no dobro do valor. Ainda, afirma que próximos de Aécio ligavam para ele de hora em hora dizendo que precisava do dinheiro para pagar suas dívidas de campanhas e que tinha dificuldade em se desfazer delas. O senador então, teria recomendo a compra do prédio do jornal Hoje em Dia e um terreno ao lado localizado na região centro-sul da cidade de Belo Horizonte, Minas Gerais. O imóvel superfaturado foi comprado pela J&F da Ediminas, proprietária do jornal, por cerca de dezessete milhões de reais. Mesmo com o imóvel tendo várias penhoras e dívidas trabalhistas para serem pagas, a J&F prosseguiu com a negociação. Batista afirma que não estava interessado em um imóvel no local. Segundo Flávio Jacques Carneiro, na época dono do jornal, "o imóvel foi vendido para pagar bancos, fornecedores e funcionários."
Em 2016 ele pediu a Flávio Carneiro, para falar com Aécio para que não lhe pedisse mais dinheiro. Ainda o terreno não estaria sendo usado pela J&F e estaria a venda pela metade do preço.

### Demissões em massa
Em dezembro de 2015 o jornal fechou sua gráfica demitindo cerca de 78 funcionários deixando de pagar o salário do mês e rescisões. Depois que protestarem na empresa, eles acabaram recebendo apenas o pagamento, com os acertos tramitando na justiça.
Em 29 de fevereiro de 2016, dias após a compra do jornal pelo empresário Ruy Muniz, o jornal demitiu 38 jornalistas que não receberão também o salário do mês e rescisões. Para garantir que a dívida trabalhista fosse paga, os jornalistas tentaram adicionar o edifício sede como garantia, portanto descobriram que ele havia sido comprado pela empresa J&F, vendido pelo Grupo Bel, que administrava o jornal anteriormente. Eles tentaram conter as parcelas do pagamento do prédio, porém o grupo disse que o pagamento havia sido feito antecipado.

### Disseminação de desinformação sobre a pandemia
Segundo o balanço do Radar Aos Fatos de 26 de fevereiro de 2021, o jornal Hoje em Dia e outros veículos de comunicação ajudaram a impulsionar desinformação sobre a pandemia de Covid-19 ao publicar entrevistas com médicos no YouTube  defendendo drogas sem eficiência comprovada ou com críticas ao uso de máscaras.

## Prêmios
Prêmio ExxonMobil de Jornalismo (Esso)
Esso Regional Centro-Oeste
| Ano  | Autor                              | Obra                            | Resultado |
| ---- | ---------------------------------- | ------------------------------- | --------- |
| 1997 | Luciene Takahashi e Beto Magalhães | "GRITOS DO MASSACRE DE CARAJÁS" | Venceu    |